# Agogna Morta
L'Agogna Morta è una lanca del torrente Agogna ad alto interesse naturalistico, posta al confine tra Piemonte e Lombardia, nei comuni di Borgolavezzaro (Novara) e Nicorvo (Pavia). L'area rappresenta un esempio tipico dell'antico paesaggio della Bassa Novarese, come si presentava fino al XVI secolo.

## Storia

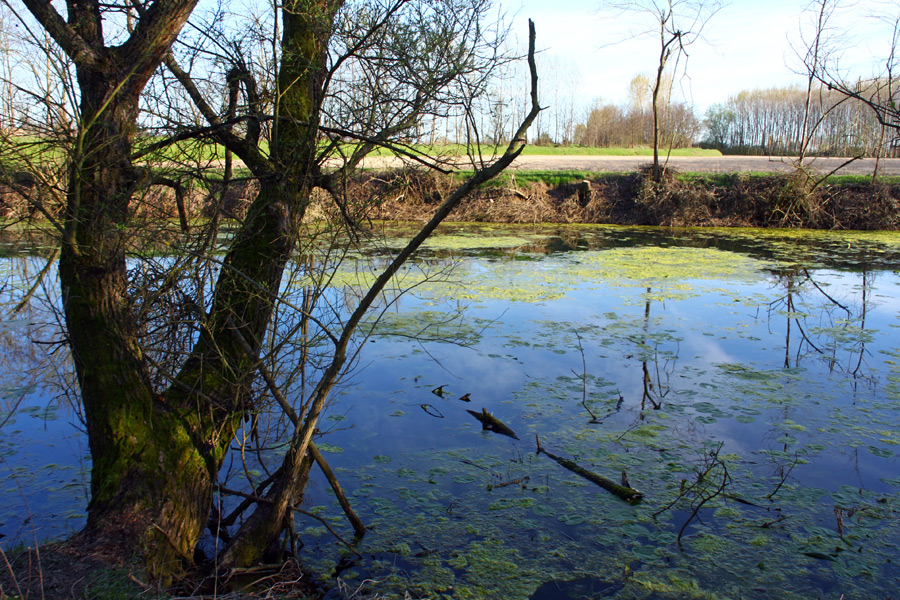
Scorcio della lanca

Il meandro fu isolato dal corso attivo dell'Agogna alla metà degli anni Cinquanta, in seguito ad opere di raddrizzamento dell'alveo.
Dal 1991 è in corso un'opera di ricostruzione della macchia boschiva, caratterizzante l'intera area, traendo ispirazione dai boschi delle vicinanze: Cusago (MI), Agognate (NO) e il Parco del Ticino (sia piemontese che lombardo).
Nel 2009 il sito è stato dichiarato Sito di Importanza Comunitaria (SIC) per il contributo alla conservazione dell'habitat idoneo sia alla conservazione di specie minacciate che alla sopravvivenza di specie che, sebbene non protette, sarebbero in difficoltà nel contesto dominato dalla risicoltura.
Con decreto del Ministero dell'ambiente, il 27 luglio 2016 il sito è stato elevato a Zona Speciale di Conservazione (ZSC).

## Riconoscimenti
Per l'impegno e l'indubbia valenza scientifica il progetto ha ottenuto diversi riconoscimenti:
- il Premio Carnia Alpe Verde 1995, promosso dalla regione Friuli-Venezia Giulia, che ha inserito il progetto nel Rapporto Carnia Alpe Verde: i 100 progetti più verdi d'Italia;
- il Premio Rolex Award 1996, promosso da Rolex, che è valso la pubblicazione del progetto su un volume in lingua inglese distribuito in tutto il mondo.

## Turismo
La provincia di Novara propone l'oasi come deviazione dell'itinerario ciclistico Cascina San Dionigi, parte del tema Vie Verdi del Riso.